# Drangedal
Drangedal là một đô thị của hạt Telemark, Na Uy.
Drangedal đã được lập thành một đô thị ngày 1 tháng 1 năm 1838 (xem:formannskapsdistrikt).
Trung tâm của cộng đồng ở Drangedal được gọi là Prestestranda và nằm bên hồ Tokevann. Trung tâm hành chính đô thị này nằm ở đây cùng với các nhà băng, trường học, khu mua sắm.

## Tên gọi
Dạng tên trong tiếng Na Uy Cổ là Drangadalr. Ý nghĩa của tiền tố không rõ lắm còn tiếp vĩ ngữ là dalr có nghĩa là 'thung lũng'.

## Huy hiệu
Huy hiệu được sử dụng thập kỷ trước (1989).